# Saison 2007-2008 du Racing Club de Lens
 (août 2024).
Si vous disposez d'ouvrages ou d'articles de référence ou si vous connaissez des sites web de qualité traitant du thème abordé ici, merci de compléter l'article en donnant les références utiles à sa vérifiabilité et en les liant à la section « Notes et références ».
Maillots
Chronologie
Saison précédente Saison suivante
La saison 2007-2008 du RC Lens est la 17e saison consécutive du Racing Club de Lens parmi l'élite.
Le nouvel entraîneur est Guy Roux, l'emblématique entraîneur de l'AJ Auxerre. L'expérience s'avère être un fiasco puisqu'il est démissionne, avant d'être remplacé dès le 25 août 2007 par Jean-Pierre Papin.
L'équipe lensoise, malgré la victoire en Coupe Intertoto qui leur permet de se qualifier pour la coupe UEFA, va connaître une saison cauchemardesque, loin de ses ambitions sportives. L'équipe ne parvient pas à se détacher de la zone de relégation et termine finalement à la 18e place, synonyme de relégation en Ligue 2.

## Bilan
| Domicile            | Domicile    | Domicile    | Domicile    | Domicile    | Domicile    | Domicile    | Extérieur   | Extérieur   | Extérieur   | Extérieur   | Extérieur   | Extérieur   | Extérieur   | Total       | Total       | Total       | Total       | Total       | Total       | Total       |
| Championnat         | Championnat | Championnat | Championnat | Championnat | Championnat | Championnat | Championnat | Championnat | Championnat | Championnat | Championnat | Championnat | Championnat | Championnat | Championnat | Championnat | Championnat | Championnat | Championnat | Championnat |
| ------------------- | ----------- | ----------- | ----------- | ----------- | ----------- | ----------- | ----------- | ----------- | ----------- | ----------- | ----------- | ----------- | ----------- | ----------- | ----------- | ----------- | ----------- | ----------- | ----------- | ----------- |
| V                   | N           | D           | BP          | BC          | Diff.       | PTS         | V           | N           | D           | BP          | BC          | Diff.       | PTS         | V           | N           | D           | BP          | BC          | Diff.       | PTS         |
| 5                   | 11          | 3           | 26          | 22          | +4          | 26          | 4           | 2           | 13          | 17          | 30          | -13         | 14          | 9           | 13          | 16          | 43          | 52          | -9          | 40          |
| Coupes              |             |             |             |             |             |             |             |             |             |             |             |             |             |             |             |             |             |             |             |             |
| 4                   | 1           | 2           | 14          | 6           | +8          | -           | 2           | 2           | 1           | 9           | 8           | +1          | -           | 6           | 3           | 3           | 23          | 14          | +9          | -           |
| Toutes compétitions |             |             |             |             |             |             |             |             |             |             |             |             |             |             |             |             |             |             |             |             |
| 9                   | 12          | 5           | 38          | 26          | +12         | -           | 6           | 4           | 14          | 26          | 38          | -12         | -           | 15          | 16          | 19          | 66          | 66          | 0           | -           |

## Événements importants de la saison

### Le mercato
Le 28 mai 2007, Francis Gillot, entraîneur du RC Lens depuis deux ans, quitte son poste. Le même jour, Gervais Martel confirme la participation du club à la Coupe Intertoto. Une semaine plus tard (le 5 juin exactement), l'emblématique Guy Roux est annoncé au club, où il sera assisté dans sa nouvelle fonction d'entraîneur.
Les grands travaux du mercato peuvent alors commencer.
En effet, un jour plus tard, Nicolas Gillet, en fin de contrat, quitte le RC Lens pour rejoindre Le Havre, après avoir reçu par le public de Bollaert un dernier hommage.
Le 12 juin, Kanga Akalé, que Guy Roux avait fait venir à Auxerre, signe au RCL. Notons aussi les départs de Sébastien Chabbert pour Amiens, de Jimmy Kébé, pensionnaire de la réserve, et qui a rejoint Boulogne et de Damien Tixier qui a également choisi Le Havre comme destination.
Côté arrivées, le club enregistre la venue du Croate Vedran Runje, qui remplace numériquement Séb Chabbert, mais surtout du Stéphanois Julien Sablé, capitaine des Verts qui était pressenti à Marseille. À noter celle aussi de l'ancien ajaccien Fabien Laurenti, qui s'est engagé pour 4 ans.
Le 3 juillet, Ronan Le Crom (Troyes) signe au RCL, poussant Charles Itandje vers la sortie. Pour renforcer la défense et le côté gauche, Lucien Aubey arrive en provenance du Téfécé. Bonaventure Kalou, du PSG, arrive à son tour. Grégory Vignal est de nouveau prêté, cette fois-ci à Southampton. Patrick Barul, fidèle au club depuis 8 années, rejoint le 29 juillet l'OGC Nice. Charles Itandje, barré par la concurrence, est transféré à Liverpool, où il sera la doublure de Pepe Reina. De même, Daniel Cousin rejoint l'Écosse et les Glasgow Rangers. Deux arrivées sont à mettre à l'avant : celles de Luigi Pieroni (Nantes) et de Kader Mangane (Berne).
Mais le mercato lensois est marqué par le départ de Seydou Keita, qui avait un bon de sortie pour rejoindre un grand club européen. Le Malien évoluera la saison suivant au FC Séville, club de son coéquipier Frédéric Kanouté.
Après le départ de son ex-mentor Guy Roux, Bonaventure Kalou quitte à son tour le RC Lens (le 4 septembre), et rejoint pour 1,8 M€ le club d'Al Jazira (il sera libéré quelques mois plus tard).
Lors du mercato d'hiver, le Racing enregistre la venue de l'ancien auxerrois Toifilou Maoulida et de Nadir Belhadj (3,6 M€). À la suite de l'arrivée de l'ancien Lyonnais, Lucien Aubey est prêté au club de Portsmouth, ainsi que Kanga Akalé à Marseille. Autre Lyonnais transféré à Lens : Loïc Rémy est prêté pour six mois avec option d'achat.
Luigi Pieroni quitte à son tour le club lensois. Il est prêté par Nantes à Anderlecht pour six mois avec option d'achat.

### Championnat
L'équipe effectue un stage à Anzère (Suisse) du 9 au 15 juillet, juste après la reprise de l'entraînement, fixée au 25 juin.
Le Racing commence l'édition 2007/08 de la Ligue 1 avec une défaite à Bordeaux sur le score de 1-0. Deux matches nuls à domicile suivront, avec à la clé 0 but au compteur. Lens chute ensuite lors de ses deux prochains matches, et pointe à la 19e place du classement.
Après cinq journées de championnat, Guy Roux démissionne de son poste d'entraîneur, ne se sentant plus capable d'entraîner au plus haut niveau. C'est Jean-Pierre Papin qui le remplacera pour le reste de la saison.
La première victoire de la saison est acquise difficilement à Bollaert face à Nancy. Mais la mauvaise série continue, avec une lourde défaite prise à Gerland lors du match en retard disputé seulement deux jours après le succès lillois en Coupe de la Ligue lors du 102e derby de l'histoire. De plus, Vitorino Hilton se blesse très sérieusement, et est contraint de quitter les terrains durant deux mois. La suite de la saison est tout aussi désastreuse, avec une seule victoire en trois rencontres. Mais Lens va ensuite commencer une bonne série de résultats positifs, avec 3 victoires et 2 matches nuls. Les résultats sont ensuite mitigés, avec victoires et défaites (dont à domicile face au Mans). Avant la trêve de janvier, Lens a l'occasion de bien terminer l'année lors du derby face au LOSC, mais le match est reporté au 11 mars 2008, plaçant ainsi le Racing a une inconfortable 18e place.
Après un début d'année catastrophique, qui a commencé par une défaite 3-0 contre le PSG au parc des Princes, offrant ainsi au club de la capitale sa première victoire de la saison à domicile, les Lensois se relancent en championnat en enchaînant deux victoires consécutives contre l'Olympique lyonnais et Valenciennes, qui permettent au club de sortir de la zone des relégables.
Mais ce renouveau est bref, et Lens retombe dans une série sans victoire. Le 2 avril au soir, Lens est avec un match en moins relégable. Même si Lens n'arrive pas à se relever, ses concurrents parisiens et strasbourgeois ne font guère mieux, et permettent aux lensois de sortir de la zone rouge. Et avec la victoire acquise dans la douleur face à Sochaux, les Sang et Or se donnent un peu d'air, et possèdent au soir du 19 avril 3 points d'avance sur le premier relégable, le PSG.
Après cette victoire, Lens obtient un maigre match nul en 3 rencontres, et retombe dans la zone des relégables. Au soir du derby face à Lille, le RCL est à égalité de points avec Toulouse, et à une unité du Paris SG.

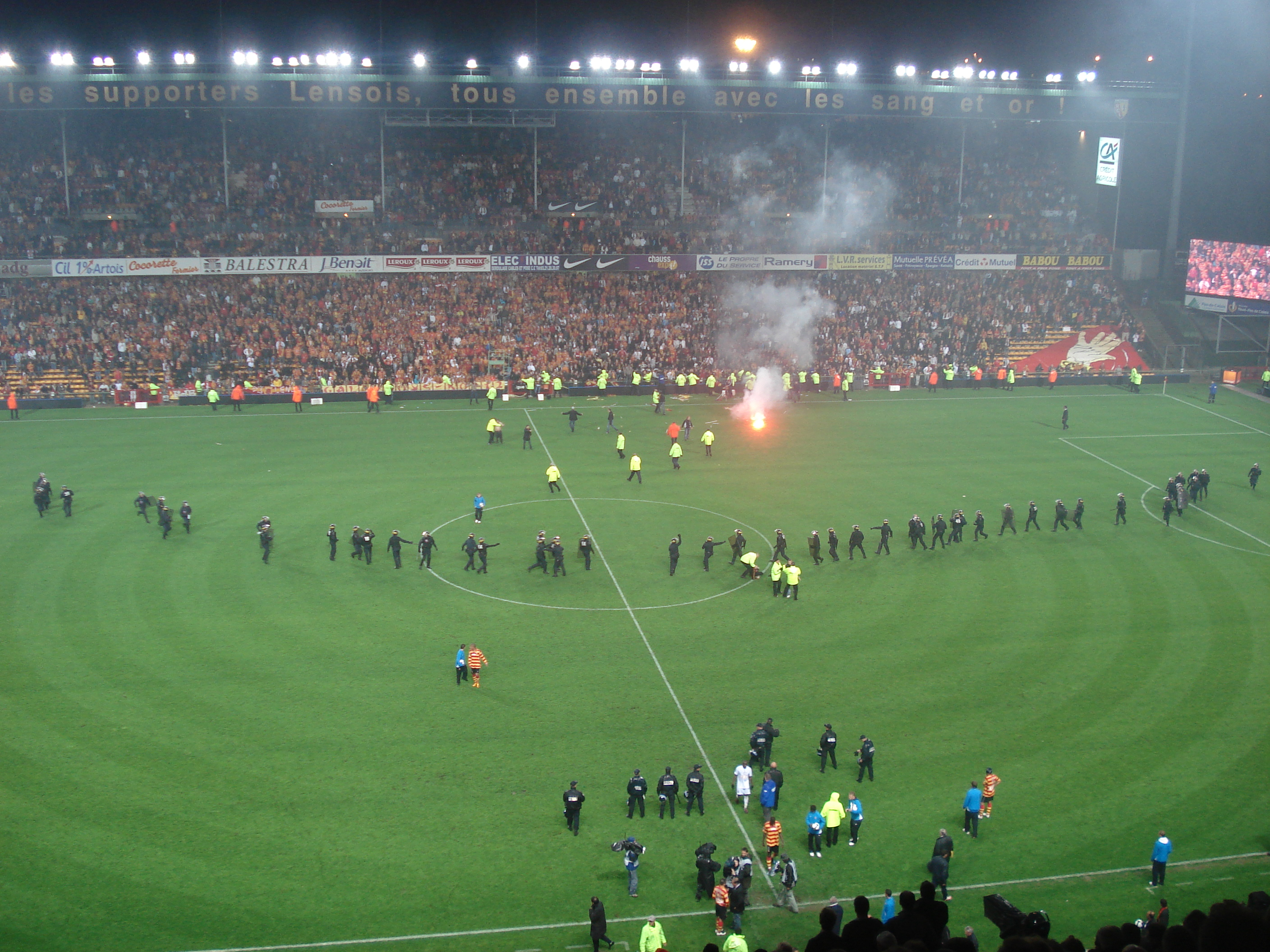
Envahissement du terrain (38e journée).

Pour se sauver lors de la dernière journée, les Lensois devaient donc espérer un faux pas du Paris-Saint-Germain sur la pelouse de Sochaux, ou de Toulouse sur sa pelouse face à Valenciennes. Les Toulousains, qui n'avaient pas encore gagné à domicile en 2008 (leur dernière victoire au Stadium remontant au 18 décembre 2007), s'imposent sur le score de 2-1 face à l'autre club nordiste. Le PSG en fit de même, et se sauva grâce à un doublé d'Amara Diané.
Les Lensois ne réussiront, eux, qu'à accrocher le match nul à la maison (2-2), et termineront cette saison 2007-2008 à la 18e place, synonyme de relégation. Le 10 mai 1991, le Racing disputait son dernier match en deuxième division. L'aventure se poursuivra donc au mois de juillet suivant.

### Les Coupes
En Coupe de France, l'aventure est très brève. Malgré un tirage clément, Lens chute à domicile face à Niort lors de la reprise hivernale (1-0).
En Coupe de la Ligue, Lens bat lors des 1/16e de finale le rival lillois, avant de résister au club monégasque à Louis-II en 1/8e. Le Racing joue sa place pour les demies le 15 janvier 2008 contre l'AS Nancy-Lorraine, et remporte le billet grâce à une belle victoire 3-0. La place pour le stade de France s'est disputé face au Mans au stade Léon-Bollée et le Racing l'a emporté 5-4. Le 29 mars, Lens dispute la finale au stade de France, face au Paris Saint-Germain. Menés au score, les Lensois parviennent dès le début de seconde période à revenir à la marque, et dominent les débats. Après plusieurs actions chaudes, l'arbitre du match Laurent Duhamel siffle un pénalty litigieux, que Bernard Mendy transforme à 30 secondes de la fin.

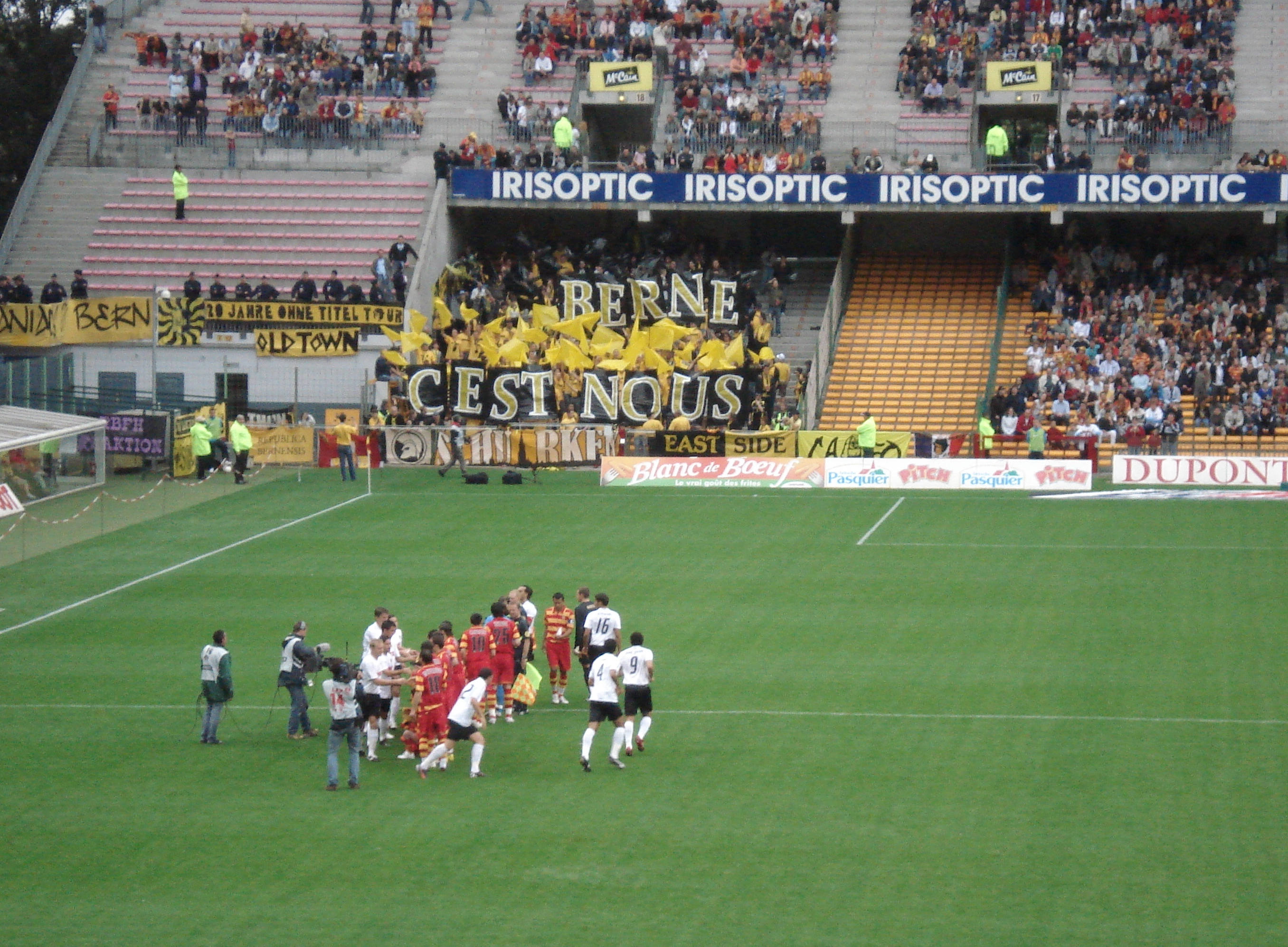
Lens / Berne en Coupe UEFA.

En Coupe d'Europe, le RC Lens gagne la Coupe Intertoto face au Tchernomorets Odessa. Le score au match aller le 21 juillet 2007 étant nul et vierge, celui du match retour le 28 juillet 2007 se termina par 3-1 en faveur de Lens. Les Lensois disputent donc le second tour préliminaire de la Coupe UEFA les 16 et 30 août face aux Suisses des Young Boys Berne. En Suisse, les hommes de Guy Roux obtiennent grâce à Monterrubio le match nul (1-1). À Bollaert, on assiste à un festival offensif, avec 5 buts lensois à la clef. Lens passe donc ce second tour préliminaire, et rencontrera Copenhague au 1er tour. Après un match nul 1-1, les Lensois avaient la tâche compliquée au Danemark. Et après un match où Lens n'aura pas démérité, les Sang et Or s'inclinent 2-1, et sortent de la compétition.

### L'affaire de la banderole
Lors de la finale de la Coupe de la Ligue, plusieurs dizaines de « supporters » parisiens déploient en début de deuxième mi-temps une banderole injurieuse envers toute la région Nord-Pas-de-Calais. La réaction est immédiate. Le Racing Club de Lens, la région, la LFP, la LICRA ainsi que d'autre associations, et même le club parisien portent plainte et saisissent la commission de discipline. Une enquête est ouverte, et le PSG est dans un premier temps sanctionné d'une non-participation en Coupe de la Ligue l'année suivante. Mais il sera finalement réintégré par le Tribunal administratif de Paris.

## Rencontres

### Ligue 1

#### Classement
| P  | Équipe        | J  | V  | N  | D  | BP | BC | Diff. | Points | Qualifications-relégations |
| -- | ------------- | -- | -- | -- | -- | -- | -- | ----- | ------ | -------------------------- |
| 16 | Paris SG      | 38 | 10 | 13 | 15 | 37 | 45 | -8    | 43     | Coupe UEFA ¹               |
| 17 | Toulouse FC   | 38 | 9  | 15 | 14 | 36 | 42 | -6    | 42     |                            |
| 18 | RC Lens       | 38 | 9  | 13 | 16 | 43 | 52 | -9    | 40     | Ligue 2                    |
| 19 | RC Strasbourg | 38 | 9  | 8  | 21 | 34 | 55 | -21   | 35     | Ligue 2                    |
| 20 | FC Metz       | 38 | 5  | 9  | 24 | 28 | 64 | -36   | 24     | Ligue 2                    |

Dernière mise à jour : 18 mai 2008
Source : Site de la LFP
Règles de classement : 1. points ; 2. différence de buts ; 3. buts marqués ; 4. différence de buts particulière ; 5. classement du fair-play.
¹ Le Paris Saint-Germain est qualifié pour la Coupe UEFA grâce à sa victoire en Coupe de la Ligue face à Lens.

#### Classement des buteurs
- Olivier Monterrubio = 9 buts
- Aruna Dindane = 8 buts
- Kader Mangane, Toifilou Maoulida = 5 buts
- Loïc Rémy = 3 buts
- Adama Coulibaly, Vitorino Hilton, Kévin Monnet-Paquet, Luigi Pieroni = 2 buts
- Milan Biševac, Yohan Demont, Sidi Keita, Seïd Khiter = 1 but

#### Classement des passeurs
- Olivier Monterrubio = 8 passes
- Yohan Demont = 3 passes
- Nadir Belhadj, Éric Carrière, Jonathan Lacourt = 2 passes
- Milan Biševac, Abdoulrazak Boukari, Seïd Khiter, Nenad Kovačević, Julien Sablé = 1 passe

#### Affluences
|  |

- Affluence moyenne : 34 654 (658 431 au total, 4e position)
- Taux de remplissage : 84,04 % (5e position)
- Affluence maximum : 40 477 (Lens - Marseille)
- Affluence minimum : 29 083 (Lens - Le Mans)

Source : Chiffres officiels sur le site de la LFP

## Transferts

### Mercato d'été
| Départ/Arrivée        | Type de transfert     | Date                  | Prix      | Durée  | Nom                      | Provenance / Destination   |
| --------------------- | --------------------- | --------------------- | --------- | ------ | ------------------------ | -------------------------- |
| Arrivées              | Prêt                  | 18 août               | -         | 6 mois | Luigi Pieroni            | FC Nantes (D2)             |
| Arrivées              | Transfert définitif   | 1 juillet             | 5 M€      | 4 ans  | Kanga Akalé              | AJ Auxerre (D1)            |
| Arrivées              | Transfert définitif   | 1 juillet             | 1.5 M€    | 3 ans  | Bonaventure Kalou        | Paris SG (D1)              |
| Arrivées              | Transfert définitif   | 1 juillet             | 1.5 M€    | 4 ans  | Fabien Laurenti          | AC Ajaccio (D2)            |
| Arrivées              | Transfert définitif   | 1 juillet             | 0 € (f.c) | 2 ans  | Ronan Le Crom            | ESTAC Troyes (D2)          |
| Arrivées              | Transfert définitif   | 1 juillet             | 1 M€      | 3 ans  | Vedran Runje             | Beşiktaş JK (D1)           |
| Arrivées              | Transfert définitif   | 1 juillet             | 2.4 M€    | 4 ans  | Julien Sablé             | AS Saint-Etienne (D1)      |
| Arrivées              | Transfert définitif   | 5 juillet             | 2 M€      | 4 ans  | Lucien Aubey             | Toulouse FC (D1)           |
| Arrivées              | Transfert définitif   | 28 août               | 3.3 M€    | 5 ans  | Kader Mangane            | Young Boys Berne (D1)      |
| Total (9 mouvements)  | Total (9 mouvements)  | Total (9 mouvements)  | 16.7 M€   |        |                          |                            |
| Départs               | Prêt                  | 1 juillet             | 350 000 € | 1 an   | Issam Jemâa              | SM Caen (D1)               |
| Départs               | Prêt                  | 2 juillet             |           | 1 an   | Jimmy Kébé               | US Boulogne (D2)           |
| Départs               | Prêt avec OA          | 1 août                |           | 1 an   | Grégory Vignal           | Southampton FC (D2)        |
| Départs               | Transfert définitif   | 1 juillet             | 0 € (f.c) | 2 ans  | Patrick Barul            | OGC Nice (D1)              |
| Départs               | Transfert définitif   | 1 juillet             | 0 € (f.c) | 3 ans  | Sébastien Chabbert       | Amiens SC (D2)             |
| Départs               | Transfert définitif   | 1 juillet             | 0 € (f.c) | 3 ans  | Nicolas Gillet           | Le Havre AC (D2)           |
| Départs               | Transfert définitif   | 1 juillet             | 6 M€      | 4 ans  | Jussiê                   | Girondins de Bordeaux (D1) |
| Départs               | Transfert définitif   | 1 juillet             | 4 M€      | 4 ans  | Seydou Keïta             | FC Séville (D1)            |
| Départs               | Transfert définitif   | 1 juillet             | 4 M€      | 3 ans  | Adel Taarabt             | Tottenham Hotspur (D1)     |
| Départs               | Transfert définitif   | 1 juillet             | 0 € (f.c) | 3 ans  | Damien Tixier            | Le Havre AC (D2)           |
| Départs               | Transfert définitif   | 1 août                | 1.7 M€    | 3 ans  | Daniel Cousin            | Glasgow Rangers (D1)       |
| Départs               | Transfert définitif   | 9 août                | 1.5 M€    | 4 ans  | Charles Itandje          | Liverpool FC (D1)          |
| Départs               | Transfert définitif   | 24 août               | 0 € (f.c) | 4 ans  | Jonathan Martins Pereira | AC Ajaccio (D2)            |
| Départs               | Transfert définitif   | 1 septembre           | 1.5 M€    | 2 ans  | Bonaventure Kalou        | Al-Jazira Club (D1)        |
| Total (14 mouvements) | Total (14 mouvements) | Total (14 mouvements) | 19.05 M€  |        |                          |                            |

### Mercato d'hiver
| Départ/Arrivée       | Type de transfert    | Date                 | Prix   | Durée  | Nom               | Provenance / Destination    |
| -------------------- | -------------------- | -------------------- | ------ | ------ | ----------------- | --------------------------- |
| Arrivée              | Prêt avec OA         | 31 janvier           |        | 6 mois | Loïc Rémy         | Olympique lyonnais (D1)     |
| Arrivée              | Transfert définitif  | 31 décembre          | 3.5 M€ | 3 ans  | Toifilou Maoulida | AJ Auxerre (D1)             |
| Arrivée              | Transfert définitif  | 26 janvier           | 3.5 M€ | 3 ans  | Nadir Belhadj     | Olympique lyonnais (D1)     |
| Total (3 mouvements) | Total (3 mouvements) | Total (3 mouvements) | 7 M€   |        |                   |                             |
| Départ               | Prêt                 | 1 janvier            |        | 6 mois | Kanga Akalé       | Olympique de Marseille (D1) |
| Départ               | Prêt                 | 1 janvier            |        | 6 mois | Simon Feindouno   | Istres FC (D2)              |
| Départ               | Prêt                 | 1 janvier            |        | 6 mois | Seïd Khiter       | LB Châteauroux (D2)         |
| Départ               | Prêt                 | 1 janvier            |        | 6 mois | Adil Hermach      | KSV Roulers (D1)            |
| Départ               | Prêt                 | 18 janvier           |        | 6 mois | Lucien Aubey      | Portsmouth FC (D1)          |
| Départ               | Retour de prêt       | 29 janvier           |        | 6 mois | Luigi Pieroni     | FC Nantes (D2)              |
| Départ               | Transfert définitif  | 24 janvier           | 1.8 M€ | 2 ans  | Jimmy Kébé        | Reading FC (D1)             |
| Total (7 mouvements) | Total (7 mouvements) | Total (7 mouvements) | 1.8 M€ |        |                   |                             |

| Date       | Durée | Nom            |
| ---------- | ----- | -------------- |
| 10 février | 3 ans | Samuel Camille |
| 22 avril   | 3 ans | David Pollet   |